# S-кварк
Стра́нный кварк или s-кварк (происходит от названия квантового числа «странность», англ. strangeness) — тип элементарных частиц, один из шести известных кварков. Третий по массе из всех лёгких кварков. Странные кварки входят в состав некоторых адронов. Адроны, содержащие странные кварки, называют странными частицами (это название исторически возникло до открытия s-кварков и отражало загадочное на тот момент свойство этой группы частиц, значительно превосходящих по времени жизни другие известные адроны). Странными частицами являются каоны (K), странные D-мезоны (D
s), сигма-барионы (Σ) и ряд других.
Согласно IUPAP, символ s — это официальное обозначение для кварка, тогда как термин «странный» следует рассматривать только как мнемоническое обозначение.
Странный кварк наряду с очарованным кварком входит в состав второго поколения кварков. Он обладает электрическим зарядом −1⁄3 e и голой массой 95+9
−3 МэВ/c2. Как и все кварки, странный кварк представляет собой фундаментальный фермион со спином ½ и принимает участие во всех четырёх фундаментальных взаимодействиях: гравитационном, электромагнитном, слабом взаимодействии и сильном взаимодействии. Античастица странного кварка — это странный антикварк (иногда называемый антистранным кварком), который отличается от него только тем, что некоторые из его свойств имеют ту же величину, но противоположный знак.
Хотя первая странная частица была открыта в 1947 году (каон), но существование самого странного кварка (а также верхних и нижних кварков) было постулировано только в 1964 году Мюрреем Гелл-Манном и Джорджем Цвейгом, для объяснения схемы классификации адронов восьмеричного пути. Первое свидетельство существования кварков было получено в 1968 году в экспериментах по глубоконеупругому рассеянию в Стэнфордском центре линейных ускорителей. Эти эксперименты подтвердили существование верхних и нижних кварков и, в более широком смысле, странных кварков, поскольку их наличие было необходимо для объяснения теории «восьмеричного пути».

## История
На заре физики элементарных частиц (первая половина 20 века) адроны, такие как протоны, нейтроны и пионы, считались истинно элементарными, бесструктурными и неделимыми частицами. Однако позже были открыты новые адроны, и «зоопарк частиц» увеличился с нескольких частиц в начале 1930-х и 1940-х годов до нескольких десятков в 1950-х годах. Оказалось, что некоторые частицы живут намного дольше, чем другие; большинство частиц распадалось в результате сильного взаимодействия и имели время жизни около 10−23 секунды. Когда они распадались из-за слабых взаимодействий, их время жизни составляло около 10−10 секунд. Изучая эти распады, Мюррей Гелл-Манн (в 1953 г.) и Кадзухико Нисидзима (Нисиджима) (в 1955 г.) разработали концепцию странности (которую Нисидзима называл эта-зарядом в честь эта-мезона η) для объяснения «странности» долгоживущих частиц. Формула Гелл-Манна — Нисидзимы — результат этих усилий, направленных на объяснение странных распадов.
Несмотря на их работу, отношения между каждой частицей и физическими основаниями странности оставались неясными. В 1961 году Гелл-Манн и Ювал Нееман независимо друг от друга предложили схему классификации адронов, названную «восьмеричным путем», также известную как симметрия ароматов SU(3), которая упорядочила адроны в изоспиновые мультиплеты. Физическая основа, лежащая в основе изоспина и странности, была объяснена только в 1964 году, когда Гелл-Манн и Джордж Цвейг независимо друг от друга предложили кварковую модель, которая в то время включала в себя только верхний, нижний и странный кварки. Верхние и нижние кварки были носителями изоспина, а странный кварк — носителем странности. Хотя кварковая модель объясняла восьмеричный путь, никаких прямых доказательств существования кварков до экспериментов 1968 года в Стэнфордском центре линейных ускорителей не было найдено. Эксперименты по глубоко неупругому рассеянию показали, что протоны имеют субструктуру и что модель протона, состоящего из трёх более фундаментальных частиц, согласуется с данными (тем самым подтверждая кварковую модель).
Сначала учёные не хотели идентифицировать три субчастицы как кварки, вместо этого предпочитая партонное описание Ричарда Фейнмана, но со временем теория кварков стала общепринятой (см. Ноябрьская революция).

## Адроны, содержащиеs-кварк
Некоторые адроны содержат валентный s-кварк, в том числе:
- каоны — мезоны, содержащие s-кварк (или его античастицу) и u- или d-кварк;
- η- и η'-мезоны без ароматов являются линейными комбинациями нескольких кварк-антикварковых пар, включая пару из странных кварка и антикварка (таким образом, он является частицей со скрытой странностью);
- φ-мезон без ароматов содержит только пару из странных кварка и антикварка (и, следовательно, тоже несёт скрытую странность);
- странные барионы, известные как гипероны: Σ и Λ содержат по одному странному кварку, Ξ — по два, Ω — три.

В составе всех адронов (в том числе и не содержащих валентных s-кварков) есть примесь виртуальных (морских) пар, состоящих из странного кварка и антикварка.